# Tank and the Bangas
Tank and the Bangas is een Amerikaanse muziekgroep uit New Orleans. De band won de NPR Tiny Desk Contest 2017 en in november 2019 werden ze genomineerd in de categorie Best New Artist voor de Grammy Awards 2020. Ze hebben drie studioalbums uitgebracht: Thinktank (2013), Green Balloon (2019) en Red Balloon (2022) in een stijl die een mix is van funk, jazz, soul, rock en hiphop.

## Leden

### Huidige leden
- Tarriona "Tank" Ball – leadzang
- Joshua Johnson – drums, musikaal leider
- Norman Spence II – bas, keyboards, gitaar
- Albert Allenback – altsaxofoon, fluit (sinds 2014)

### Extra leden tijdens podiumoptreden
- Anjelika "Jelly" Joseph – achtergrondzang (2013–2022)
- Danny Abel – gitaar (2018-2022)
- Jonathan Johnson – bass (sinds 2017)
- Etienne Stoufflet – tenorsaxofoon (sinds 2013)
- Kayla Jasmine – zang (2016–2019)

### Oud-leden
- Merell Burkett, Jr. – keyboard (2013–2020)
- Joe Johnson – keyboard (2013–2016)
- Keenan McRae – gitaar (2013)
- Nita Bailey – percussie (2013)
- Christopher Menge – gitaar (2013)
- Nicole Spence – achtergrondzang (2013)